# Pian d'Alma
Pian d'Alma è una località dei comuni italiani di Castiglione della Pescaia e Scarlino, nella provincia di Grosseto, in Toscana.

## Geografia fisica
La frazione è situata nella piana del fiume Alma, che da Poggio Ballone scende verso il mare fino a sfociare nel Tirreno. Da Pian d'Alma si possono inoltre raggiungere facilmente tre note e suggestive calette del comune di Scarlino: Cala Civette, Cala Violina e Cala Martina. La piana è un'area naturale protetta denominata padule Pian d'Alma.

## Storia
Il casale dell'Alma, con corte e castello, oggi scomparso, sorse nel primo Medioevo nei poggi presso il torrente omonimo, e vi ebbero giurisdizione i vescovi di Roselle e i conti Della Gherardesca. Nel 1118, uno dei vescovi vendette la villa della corte ai monaci dell'abbazia di San Bartolomeo a Sestinga, mentre il conte Ugo Della Gherardesca e sua moglie Ermengarda avevano venduto nel 1075 la metà del castello, con il porto presso la foce del fosso Alma, e i terreni che dalla foce vanno a Punta Troia, per 1040 soldi. Il castello cadde in rovina e già nel 1183 risultava diroccato e privo di abitanti, come rinvenuto in un documento redatto presso l'Ospedale di San Leonardo di Stagno, che lo aveva acquistato l'anno precedente. L'antico insediamento, dalle descrizioni dei vari atti notarili, risultava essere situato nei monti di Tirli tra il torrente e l'eremo di Malavalle; alcuni identificano il vecchio castello e relativo borgo di Pian d'Alma con il Castello di Maus, fortificazione risalente all'XI secolo che venne misteriosamente abbandonato.
Nel corso dei secoli, l'abitato ha poi continuato a svilupparsi nei pressi della Torre d'Alma, torre di avvistamento costruita nel X secolo come possedimento dell'abbazia di Sestinga. Il territorio nel corso del XIV secolo passò alla Repubblica di Siena e, dal 1398 in poi, si ritrovò proprio ai confini tra il Principato di Piombino e il Granducato di Toscana. Vista la variabilità nelle varie epoche dei limiti dei due stati, l'intero abitato passava spesso da una giurisdizione all'altra, fino alla sua definitiva annessione al Granducato di Toscana avvenuta nel 1815.
Negli anni cinquanta del XX secolo, il vescovo di Grosseto monsignor Paolo Galeazzi, intuì l'esigenza degli abitanti di Pian d'Alma di possedere una propria parrocchia indipendente e fece costruire un complesso parrocchiale all'interno della frazione.

## Monumenti e luoghi d'interesse

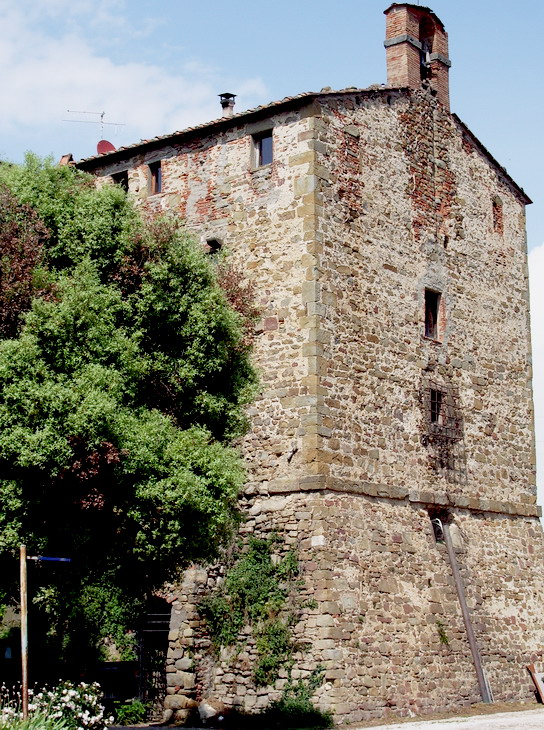
Parziale veduta della Torre d'Alma

### Architetture religiose
- Chiesa della Madonna del Rosario, edificio di culto di riferimento della frazione, è situata nella parte di Pian d'Alma che è amministrazione del comune di Scarlino. Fu sede di parrocchia istituita dal vescovo Paolo Galeazzi l'8 maggio 1946, riconosciuta poi civilmente il 29 novembre 1948.[3] La chiesa venne però realizzata solamente dieci anni dopo, quando fu affidato il progetto all'ingegnere Ernesto Ganelli.[3] La prima pietra fu posizionata nel 1958 e la chiesa ultimata e consacrata l'anno successivo.[3] Nel 1989 la parrocchia è stata soppressa e da allora è unita a quella della Consolata di Punta Ala.[3][4] L'edificio si presenta in stile neoromanico.[3]

- Pieve di San Giovanni ad Alma, chiesa scomparsa di origini medievali.

### Architetture militari
- Torre d'Alma, situata nella parte di Pian d'Alma che è amministrazione del comune di Castiglione, risale al X secolo e fu proprietà prima dell'abbazia di Sestinga e poi dei conti Della Gherardesca, prima di venire conquistata dai senesi nel XIV secolo. Si presenta con il caratteristico aspetto di casa-torre, addossata ad alcuni edifici rurali posticci realizzati nei medesimi materiali.

- Torre Civette, situata su di un'altura di Poggio Carpineta sopra all'omonima caletta sul mar Tirreno, risale al XVI secolo e svolgeva funzioni di avvistamento per il Principato di Piombino. Ha subito dei rifacimenti nel XVIII secolo ed è oggi trasformata in abitazione privata.

- Castel Maus, situato su una collina poco lontano da Pian d'Alma, fu fatto costruire da Cristina II nel corso dell'XI secolo ed è documentata la sua esistenza in un documento del 1075. La fortificazione risultava già abbandonata nel XVI secolo e non si conosce la storia di questo edificio, né di chi lo abitò. Sulla collina sono oggi visibili i ruderi della monumentale struttura.

### Siti archeologici
- Parco archeologico di Poggio Tondo: situato lungo il corso dell'Alma, nell'entroterra prima dei monti di Tirli; alcuni scavi condotti a partire dagli anni ottanta del XX secolo hanno permesso il ritrovamento di una necropoli con quattro tombe a tumulo (denominate tomba del Tamburo, tomba del Carro, tomba del Cippo e tomba delle Due Porte), databile dalla metà del VII alla metà del VI secolo a.C., oltre che un edificio isolato da identificarsi come fattoria, in uso fino alla fine del VI secolo a.C.[5]

## Società

### Evoluzione demografica
Quella che segue è l'evoluzione demografica del centro abitato di Pian d'Alma.
| Anno | Abitanti |
| ---- | -------- |
| 1961 | 173      |
| 1981 | 133      |
| 1991 | 21       |
| 2001 | 24       |
| 2011 | 100      |

## Infrastrutture e trasporti
La frazione è posta in un punto stradario nodale, poiché si trova sulla strada provinciale 158 delle Collacchie su un quadrivio che porta verso Punta Ala ad ovest, verso Tirli e Vetulonia ad est, verso Follonica a nord e verso Castiglione e Grosseto a sud.
Pian d'Alma possiede inoltre una delle principali aviosuperfici della provincia di Grosseto.